# جالين تيرنر
جالين تيرنر (بالإنجليزية: Jalin Turner؛ مواليد 18 مايو 1995) هو مقاتل فنون القتال المختلطة أمريكي.

## وصلات خارجية
- جالين تيرنر على موقع يو إف سي (الإنجليزية)
- جالين تيرنر على موقع بيلاتور (الإنجليزية)
- جالين تيرنر على موقع شيردوغ (الإنجليزية)
- جالين تيرنر على موقع Tapology.com (الإنجليزية)
- جالين تيرنر على موقع IMDb (الإنجليزية)